# Khelifa Bakha
 (août 2019).
Khelifa Bakha est un footballeur algérien né le 4 mars 1979 à Aïn M'lila dans la wilaya d'Oum El Bouaghi. Il jouait au poste de milieu défensif.

## Biographie
Khelifa Bakha joue en Division 1 avec les clubs de l'AS Aïn M'lila, du CA Batna, du CS Constantine, du CA Bordj Bou Arreridj, et enfin de l'AS Khroub.
Avec le CA Bordj Bou Arreridj, il dispute 86 matchs en première division algérienne entre 2008 et 2011, inscrivant quatre buts. Il atteint avec cette équipe la finale de la Coupe d'Algérie en 2009. Bakha est titulaire lors de cette finale perdue face au CR Belouizdad.

## Palmarès
- Finaliste de la Coupe d'Algérie en 2009 avec le CA Bordj Bou Arreridj.
- Champion d'Algérie de D2 en 2007 avec l'USM Annaba.